# Albuñuelas
Albuñuelas település Spanyolországban, Granada tartományban. Albuñuelas Jayena, Lentegí, Padul, El Valle, Villamena, Los Guájares és Otívar községekkel határos. Lakosainak száma 794 fő (2024).

## Népesség
A település népessége az elmúlt években az alábbi módon változott:
| Lakosok száma | 1180 | 1100 | 1070 | 1015 | 956  | 889  | 876  | 821  | 786  | 794  |
|               | 2001 | 2004 | 2006 | 2009 | 2011 | 2014 | 2016 | 2019 | 2021 | 2024 |